# Liv
LIV (произносится «лив») — шведско-американская группа, состоящая из таких исполнителей, как Люкке Ли, Эндрю Уайатт и Понтуса Уиннберга из Miike Snow, Бьёрна Иттлинга из группы Peter Bjorn and John и продюсера Джеффа Бхаскера, сформированая в 2016 году. Liv — это шведское слово, означающее «жизнь». Группа впервые появилась в апреле 2016 года на частной вечеринке в Лос-Анджелесе. Люкке Ли описала группу как «дитя любви „ABBA“ и „Fleetwood Mac“.». Во второй раз группа выступила на Spotify Symposium в Стокгольме 10 июня 2016 года.
Все участники группы также являются частью шведского коллектива Ingrid, который они возглавляли в 2012 году. 30 сентября 2016 года группа выпустила свой дебютный сингл «Wings of Love» на Spotify, а уже 12 октября опубликовали на YouTube видеоклип, снятый и срежиссированный Люкке Ли. Месяц спустя, 11 ноября 2016, группа LIV выпустила вторую песню, «Dream Awake».